# Lutră de mare sud-americană
Lutra de mare sud-americană (Lontra felina), numită și nutrie de mare sau vidră marină, este o specie de vidră găsită pe coasta Americii de Sud, răspândită din Chimbote până pe Isla Grevy și apoi până pe Isla de los Estados⁠(en)[traduceți]. Uniunea Internațională pentru Conservarea Naturii o clasifică drept specie pe cale de dispariție.

## Taxonomie
Lutra de mare sud-americană a fost descrisă științific pentru prima oară în 1782 de către Juan Ignacio Molina⁠(en)[traduceți]. Conform ediției a treia a Mammal Species of the World, nu are subspecii.
Taxonomia sa exactă a fost dezbătută din cauza lipsei de date. Un studiu filogenetic din 1987 realizat de C. G. Van Zyll De Jong a propus următoarea fenogramă a Lutrinae, pe baza datelor morfologice.
|  | Lontra canadensis                                                      |
|  |                                                                        |
|  | \| \| Lontra longicaudis \| \| \| \| \| \| Lontra provocax \| \| \| \| |
|  |                                                                        |
|  | Lontra longicaudis                                                     |
|  |                                                                        |
|  | Lontra provocax                                                        |
|  |                                                                        |

|  | Lontra longicaudis |
|  |                    |
|  | Lontra provocax    |
|  |                    |

|  | Lontra canadensis                                                      |
|  |                                                                        |
|  | \| \| Lontra longicaudis \| \| \| \| \| \| Lontra provocax \| \| \| \| |
|  |                                                                        |
|  | Lontra longicaudis                                                     |
|  |                                                                        |
|  | Lontra provocax                                                        |
|  |                                                                        |

|  | Lontra longicaudis |
|  |                    |
|  | Lontra provocax    |
|  |                    |

Fenograma propusă de Jong presupunea că lutra de mare sud-americană s-a descins din vidra orientală cu gheare scurte (Aonyx cinereus) și că cea mai apropiată rudă a sa ar fi vidra americană (Lontra canadensis). Un studiu din 2004 a contrazis cercetarea efectuată de Jong. Următoarea fenogramă a fost propusă ca parte a taxonomiei familiei Mustelidae, pe baza secvențelor de citocrom b⁠(en)[traduceți].
|  | Lontra canadensis                                                    |
|  |                                                                      |
|  | \| \| Lontra longicaudis \| \| \| \| \| \| Lontra felina \| \| \| \| |
|  |                                                                      |
|  | Lontra longicaudis                                                   |
|  |                                                                      |
|  | Lontra felina                                                        |
|  |                                                                      |

## Descriere
Lutra de mare sud-americană este una dintre cele mai mici vidre și mamifere marine, măsurând 87 până la 115 cm de la nas până la vârful cozii și cântărind 3 până la 5 kg. Coada măsoară 30 până la 36 cm. Blana îi este aspră, cu peri de contur ce măsoară până la 2 cm în lungime și ce acoperă părul lânos, care este des și izolator. Lutra de mare sud-americană este brună închis pe partea dorsală și pe laterale și cervicoloră pe partea din față a gâtului și pe partea ventrală.
Labele lutrei de mare sud-americane sunt înzestrate cu membrană interdigitală⁠(en)[traduceți] și gheare puternice. Partea ventrală a labelor este acoperită parțial cu blană. Lutra de mare sud-americană are 36 de dinți, iar formula dentară⁠(en)[traduceți] îi este 3.1.3-4.13.1.3.2.
Dinții sunt dezvoltați pentru a felia în loc să fie pentru a zdrobi. Specia nu prezintă dimorfism sexual.

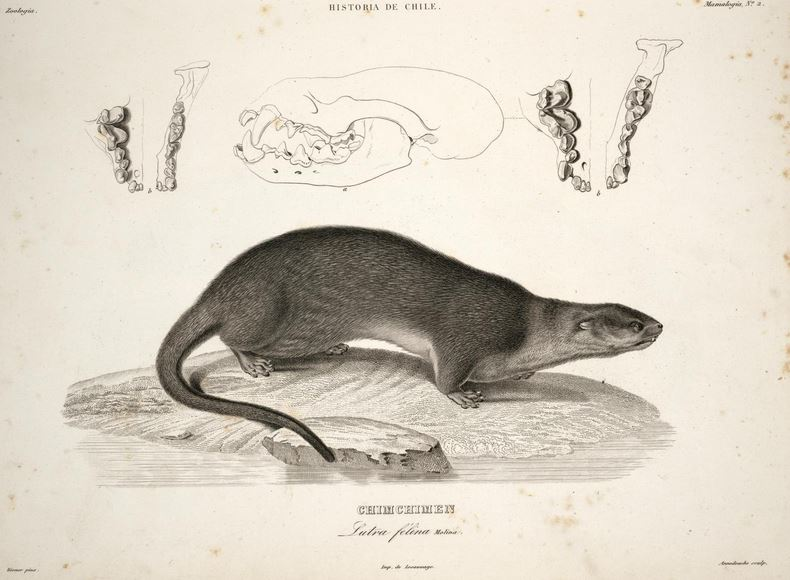
Reprezentare artistică de Jacques Christophe Werner, 30 aprilie 1848

## Răspândire și habitat
Lutra de mare sud-americană se găsește pe coasta Americii de Sud; arealul său se întinde din Chimbote (9°S) din nordul Perului până la Isla Grevy (56°S) de la vârful sudic al Chile și apoi înspre est până la Isla de los Estados⁠(en)[traduceți] (54°S) din Argentina. Viețuiește în principal în ape sărate, dar se găsește și în râuri cu apă dulce. Este singura specie din genul Lontra care populează în principal habitate marine.

## Comportament și ecologie

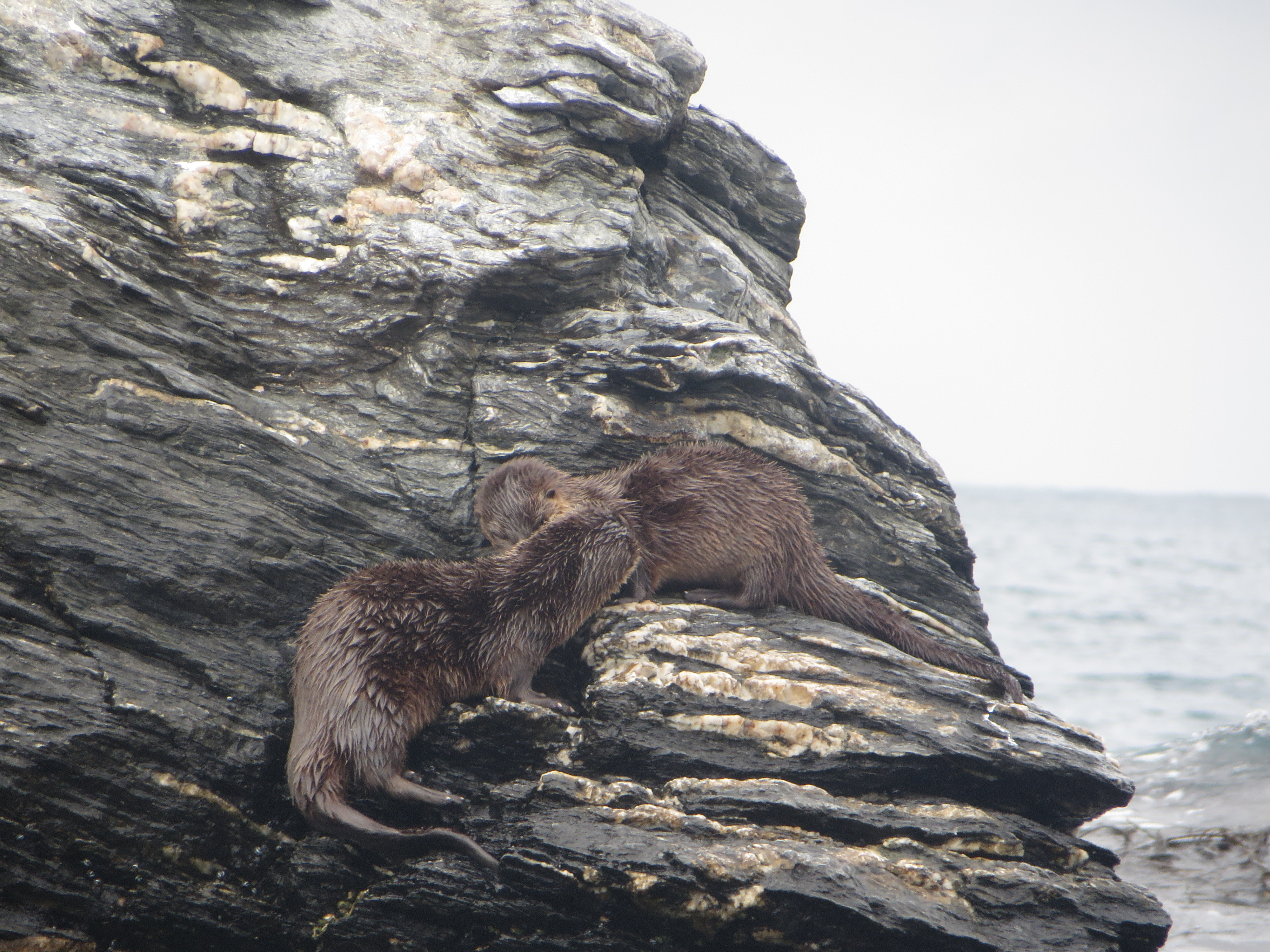
Două lutre de mare sud-americane socializând

Lutrele de mare sud-americane evită activ oamenii. Ca reacție la activitatea umană, petrec mai puțin timp pe coaste și se abat de la vizuinile lor pe durata zilei către fisuri inaccesibile oamenilor. Deși în general evită oamenii, faptul că populează sate pescărești indică abilitatea lutrei de mare sud-americane de a se adapta la urbanizare.

### Reproducere
De obicei, la lutrele de mare sud-americane, împerecherea are loc în perioada decembrie-ianuarie și nașterile au loc în perioada ianuarie-martie. Gestația durează 60–70 de zile. Rândul de pui⁠(en)[traduceți] constă în doi până la patru pui, însă cel mai frecvent sunt observați doi. La naștere, puiul cântărește 500–800 g.

### Hrănire
Studiile au prezentat variații în funcție de latitudine în dietă, perioade de hrănire și durata scufundării de-a lungul arealului lutrei de mare sud-americane. Lutrele de mare sud-americane din partea de sud a țării Chile se hrănesc cu pești, pe când cele din partea de nord a țării Chile se hrănesc în principal cu crustacee și moluște. Vidrele de pe Isla La Vieja⁠(es)[traduceți], Peru, probabil vânează în mod regulat păsări din specia Pelecanoides garnotii⁠(en)[traduceți] dintr-o colonie. În ianuarie 2009, una a fost văzută în Puñihuil vânând un pui de pasăre din specia Tachyeres pteneres⁠(en)[traduceți]. Lutra de mare sud-americană are un comportament oportunist de hrănire, hrănindu-se uneori cu mamifere mici și chiar și cu fructe de la plante precum Greigia sphacelata⁠(en)[traduceți] și Fascicularia bicolor⁠(en)[traduceți].

## Amenințări
Activitatea umană pe liniile de coastă reprezintă o perturbare pentru lutrele de mare sud-americane. Oamenii introduc animale domestice care pot de asemenea să le perturbe vizuinile. Oamenii, precum și specii domesticite, pot expune o populație de lutre de mare sud-americane la boală. Lutrele de mare sud-americane se pot încurca în plase de pescuit și să moară.
Au fost găsite microplastice în excremente de lutre de mare sud-americane.

### Concurență și prădători
Pescărușii și leii de mare sud-americani⁠(en)[traduceți] pot concura cu lutrele de mare sud-americane pe hrană, despre cei din urmă știindu-se că pot ataca vidre. Orcile și rechinii ar vâna și ei vidre, însă nu a fost observat niciun atac direct.

### Paraziți
Lutrele de mare sud-americane sunt cunoscute ca fiind predispuse la infecția cu Toxoplasma gondii de-a lungul coastei centrale și nordice a Chile, deși seroprevalența⁠(en)[traduceți] pentru T. gondii la această specie de vidră este mai mică decât cea de la alte mustelide acvatice precum lutra chiliană (Lontra provocax) și nurca americană în partea de sud a țării Chile, probabil datorită uscăciunii generale din mediul din urmă. Nematozii și acantocefalii sunt de asemenea endoparaziți cunoscuți ai acestei specii.

## Stare de conservare
Lutra de mare sud-americană este listată pe Lista roșie a IUCN drept specie pe cale de dispariție și este de asemenea inclusă în Anexa I a CITES.